# Krasnogorsk

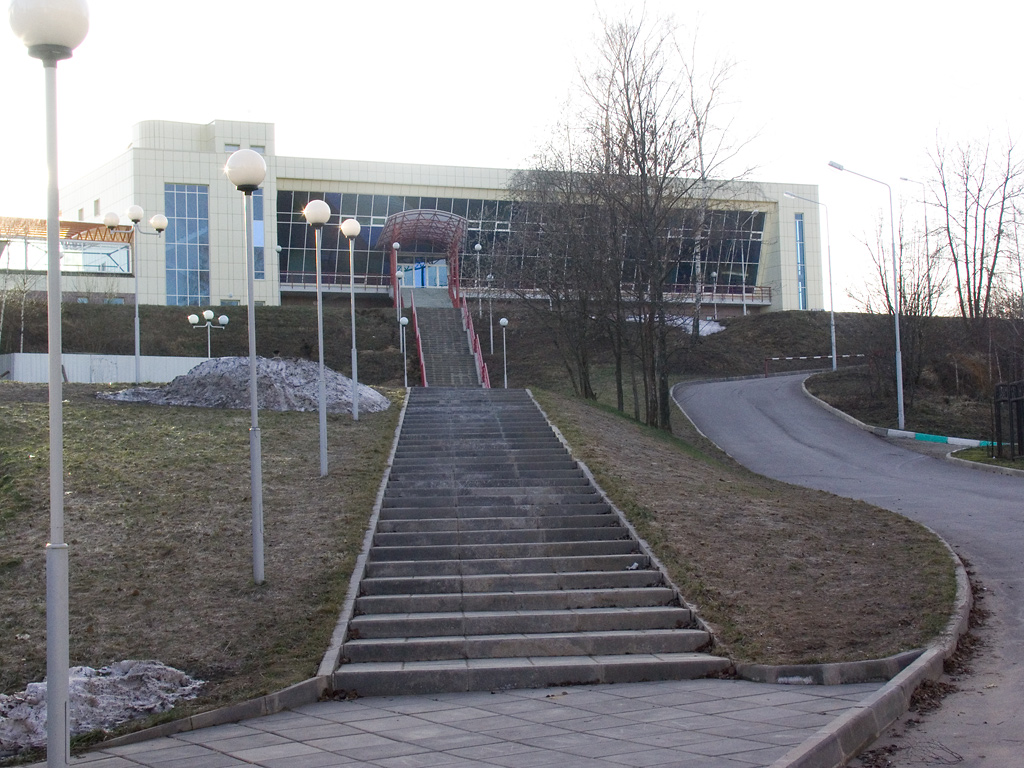
Das Skilanglauf-Stadion von Krasnogorsk

Krasnogorsk (russisch Красного́рск) ist eine Stadt in Russland in der Oblast Moskau mit 116.896 Einwohnern (Stand 14. Oktober 2010).

## Geografie
Krasnogorsk liegt im Ballungsraum von Moskau, etwas außerhalb des Autobahnrings MKAD, rund 25 km nordwestlich von der russischen Hauptstadt, an der Moskwa. Die nächstgelegenen Städte sind – außer Moskau – Chimki und Dedowsk. Beide sind etwa 15 km von Krasnogorsk entfernt.

## Geschichte
Krasnogorsk ging aus mehreren Dörfern hervor, unter anderem aus Banki, welches seinen Namen dem Flüsschen Banka (Банька) verdankt, sowie Pawschino, an das bis heute der Name des Bahnhofs in Krasnogorsk erinnert. Alle diese Dörfer waren spätestens seit dem 19. Jahrhundert bekannt.
Die heutige Stadt begann sich erst 1932 zu bilden. Damals wurde das Dorf Banki zur Arbeitersiedlung der dort gegründeten Fabrik für optische Geräte umgebaut. Gleichzeitig erhielt der Ort seinen heutigen Namen, der weitgehend willkürlich gewählt wurde und so viel wie „Rotebergstadt“ (vgl. das Wappen) bedeutet. Noch in den 1930er-Jahren wurde die Infrastruktur der Siedlung und des ebenfalls neu gebildeten Rajons Krasnogorsk der Moskauer Oblast stark erweitert; in der Stadt entstand unter anderem auch eine Betonfabrik, und in deren Umland wurden neue Kolchosen gebildet. Am 7. Oktober 1940 wurde Krasnogorsk offiziell zur Stadt erklärt.
Während der Schlacht um Moskau war die Stadt Ende 1941 umkämpft. Aus diesem Grund musste die Optikfabrik zeitweise evakuiert werden.
In der Nachkriegszeit wurde die Industrie in Krasnogorsk wiederaufgebaut und die Stadt um mehrere neue Viertel erweitert. Im Zuge einer Gebietsreform im Jahr 2004 wurden mehrere angrenzende Ortschaften eingemeindet, die nun zusammen mit dem Stadtkern die „Städtische Siedlung Krasnogorsk“ bilden. Letztere reicht im Osten bis unmittelbar an die Stadtgrenze von Moskau. 2007 wurde in Krasnogorsk die neue Residenz der Verwaltung der Oblast Moskau erbaut.
Im März 2024 ereignete sich hier der Anschlag in Krasnogorsk.

### Kriegsgefangenenlager in Krasnogorsk
In Krasnogorsk befand sich das Kriegsgefangenenlager 27 für deutsche Kriegsgefangene des Zweiten Weltkriegs. Dem Lager zugeordnet war ein kleines Sonderlager unter der Kontrolle des sowjetischen Militär-Geheimdienstes GRU. Die Antifa-Schule dieses Sonderlagers (genannt Lunjowo, Lunevo oder Lunewo, von russ. Лунёво) wurde zur politischen Kaderschmiede der späteren DDR-Verwaltungsorgane. Am 12. Juli 1943 wurde im Lager Lunjowo das Nationalkomitee Freies Deutschland gegründet, zwei Monate später am 11./12. September 1943 der Bund Deutscher Offiziere (BDO).
Auch nach der Kapitulation und dem Kriegsende am 8. Mai 1945 wurde das Lager weitergenutzt und so wurden hier vor allem deutsche Wissenschaftler (z. B. auch eine Gruppe Mitarbeiter aus dem Umfeld des Physikers Manfred von Ardenne aus Berlin-Lichterfelde) im Rahmen der russischen Reparationsforderungen interniert. 1945 wurde der bekannte dänische Operntenor Helge Rosvaenge vom NKWD aus dem besetzten Berlin verschleppt und für einige Monate im Lager festgehalten.
Mit der weitgehenden Demontage des Zeiss-Werkes in Jena 1946 wurden 300 sogenannte Spezialisten (Ingenieure und Facharbeiter) von Zeiss im Rahmen der Aktion Ossawakim in die Sowjetunion gebracht, um die Zeiss-Fertigung im Optischen Werk Krasnogorsk aufzubauen. Diese Spezialisten wohnten in einem Objekt an der Parkowaja uliza („Parkstraße“) in Krasnogorsk. Die Masse der Zeiss-Spezialisten konnte 1951 wieder nach Deutschland zurückkehren, einige aber erst Ende 1953.
Außerdem befand sich in Krasnogorsk ein Lager für japanische Kriegsgefangene. Zusammen mit japanischen Kriegsgefangenen interniert waren polnische Adelige, darunter ganze Familien (Krasicki, Radziwiłł, Branicki, Zamoyski).

### Bevölkerungsentwicklung
| Jahr | Einwohner |
| ---- | --------- |
| 1939 | 18.385    |
| 1959 | 35.183    |
| 1970 | 62.690    |
| 1979 | 77.370    |
| 1989 | 90.477    |
| 2002 | 92.545    |
| 2010 | 116.896   |

Anmerkung: Volkszählungsdaten

## Kultur und Sehenswürdigkeiten
- Memorialmuseum deutscher Antifaschisten:  Im ehemaligen Gebäude der Zentralen antifaschistischen Schule für Kriegsgefangene (Antifaschule) wurde 1985 in Anwesenheit von Vertretern aus der BRD und der DDR das „Memorialmuseum deutscher Antifaschisten“ eröffnet. Heute ist das Museum eine Filiale des Moskauer Zentralmuseums des Großen Vaterländischen Krieges.

## Verkehr
Straße: Krasnogorsk liegt an der Fernstraße M9 sowie an der Bahnlinie von Moskau nach Riga und hat an ihr den Regionalbahnhof Pawschino mit regelmäßigen Zugverbindungen zum Rigaer Bahnhof in Moskau.
Metro: Ende 2009 wurde außerdem die Station Mjakinino der Moskauer Metro (Arbatsko-Pokrowskaja-Linie) in Betrieb genommen, die sich auf dem Krasnogorsker Stadtgebiet befindet. Dies ist zugleich die erste Station der Moskauer Metro, die außerhalb der Stadtgrenzen Moskaus errichtet wurde. In der Nähe überbrückt die Pawschinski-Brücke die Moskwa.

## Wirtschaft
Krasnogorsk ist vor allem als Standort für die Produktion von Fotokameras (z. B. der Marken Zenit, Zorki und Krasnogorsk) und anderer optischer Geräte für zivile und militärische Nutzung der Firma KMZ, die aus der 1932 gegründeten Optikfabrik hervorging, bekannt. Weiters gibt es in der Stadt Baustoff-, Verpackungs- und Nahrungsmittelbetriebe.

## Sport
Krasnogorsk gilt als eine der Hochburgen des russischen Eisspeedwaysports. Schon mehrmals fanden im Eisstadion Krasnogorsk Grand Prix Läufe im Rahmen der Eisspeedway-Einzelweltmeisterschaften statt.
Sportliches Aushängeschild der Stadt ist der Bandyklub HK Sorki Krasnogorsk, der die erste Austragung der russischen Superliga 1993 gewinnen konnte. Die junge Frauenfußballmannschaft FC Sorki Krasnogorsk, die erst 2006 gegründet wurde, nahm bereits mehrmals an der UEFA Women’s Champions League und erreichte 2013 sowie 2014 das Viertelfinale.

## Städtepartnerschaften
Krasnogorsk listet folgende Partnerstädte auf:
- Tukums, Lettland (seit 1996)
- Höchstadt an der Aisch in Bayern, Deutschland (seit 2003)
- Plungė, Litauen (seit 2003)
- Wągrowiec, Polen
- Goirle in Noord-Brabant, Niederlande

## Söhne und Töchter der Stadt
- Tatjana Kusnezowa (* 1946), Philosophin und Hochschullehrerin
- Wladimir Petrow (1947–2017), Eishockeyspieler
- Sergei Nikiforow (* 1966), Nordischer Kombinierer
- Dmitri Karassew (* 1970), Beachvolleyballspieler
- Michail Jewlanow (* 1976), Schauspieler
- Julia Deulina (* 1984), Eishockeyspielerin[6]
- Igor Oschiganow (* 1992), Eishockeyspieler
- Maxim Nenachow (* 1998), Fußballspieler
- Wladislaw Galkin (* 2002), Fußballspieler